# Tamale Stadium
Le Tamale stadium est un stade de football situé à Tamale, au Ghana. Sa capacité est de 21 017 places. Il est accueille les matches du Real Tamale United, et a été choisi pour accueillir ceux de la Coupe d'Afrique des nations 2008.